# Фертайл (Айова)
Фертайл (англ. Fertile) — місто (англ. city) в США, в окрузі Ворт штату Айова. Населення — 305 осіб (2020).

## Географія
Фертайл розташований за координатами 43°15′44″ пн. ш. 93°25′24″ зх. д. / 43.26222° пн. ш. 93.42333° зх. д. (43.262311, -93.423201).  За даними Бюро перепису населення США в 2010 році місто мало площу 2,43 км², уся площа — суходіл.

## Демографія
Згідно з переписом 2010 року, у місті мешкало 370 осіб у 148 домогосподарствах у складі 111 родини. Густота населення становила 152 особи/км².  Було 161 помешкання (66/км²).
Расовий склад населення:
| - 97,8 % — білих - 1,1 % — корінних американців - 0,5 % — чорних або афроамериканців - 0,3 % — азіатів |

До двох чи більше рас належало 0,3 %. Частка іспаномовних становила 4,9 % від усіх жителів.
За віковим діапазоном населення розподілялося таким чином: 23,5 % — особи молодші 18 років, 59,2 % — особи у віці 18—64 років, 17,3 % — особи у віці 65 років та старші. Медіана віку мешканця становила 41,0 року. На 100 осіб жіночої статі у місті припадало 107,9 чоловіків;  на 100 жінок у віці від 18 років та старших — 106,6 чоловіків також старших 18 років.
Середній дохід на одне домашнє господарство  становив 56 993 долари США (медіана — 43 393), а середній дохід на одну сім'ю — 66 185 доларів (медіана — 55 568). Медіана доходів становила 39 583 долари для чоловіків та 31 250 доларів для жінок. За межею бідності перебувало 1,2 % осіб, у тому числі 0,0 % дітей у віці до 18 років та 3,1 % осіб у віці 65 років та старших.
Цивільне працевлаштоване населення становило 187 осіб. Основні галузі зайнятості: виробництво — 18,7 %, освіта, охорона здоров'я та соціальна допомога — 14,4 %, будівництво — 11,2 %, роздрібна торгівля — 9,1 %.